# (10681) Khture
(10681) Khture est un astéroïde de la ceinture principale.

## Description
(10681) Khture est un astéroïde de la ceinture principale. Il fut découvert le 14 octobre 1979 à Naoutchnyï par Nikolaï Tchernykh. Il présente une orbite caractérisée par un demi-grand axe de 3,14 UA, une excentricité de 0,17 et une inclinaison de 1,1° par rapport à l'écliptique.

## Compléments